# Ilhas d'Entrecasteaux
As ilhas d'Entrecasteaux estão situadas ao largo da extremidade leste da ilha da Nova Guiné, no mar de Salomão. Politicamente pertencem à província de Milne Bay da Papua-Nova Guiné. O grupo foi nomeado em homenagem ao navegador francês Antoine Raymond Joseph de Bruni d'Entrecasteaux.
As três principais ilhas, de noroeste a sudeste, são a Ilha Goodenough (Nidula), Ilha Fergusson, a mais extensa do arquipélago (Moratau) e Ilha Normanby (Duau). Em adição há numerosas pequenas ilhas e recifes, entre os quais Sanaroa e Dobu como os mais importantes.